# Tiago Pinto
André Tiago Ferreira Pinto (Vila Real, Portugal, 31 de outubro de 1984) é atualmente President of Football Operations no Athletic Football Club Bournemouth, tendo assumido funções em maio de 2024. Licenciou-se em Ciências da Educação e é mestre em Economia e Gestão de Recursos Humanos pela Universidade do Porto.

## Carreira

### Diretor-Geral das Modalidades do SL Benfica
Em 2012, quando tinha 28 anos, foi a uma Assembleia Geral do Sport Lisboa e Benfica. Discursou, fez uma intervenção preparada, informada e crítica e pouco tempo depois foi desafiado pelo presidente do clube, Luís Filipe Vieira, para assessor da presidência e Diretor-Geral das Modalidades.
De 2012 a 2017, o Sport Lisboa e Benfica conquistou 50 troféus nas modalidades: Futsal 6; Hóquei em patins 10; Andebol 3; Basquetebol 19; Voleibol 10.

### Diretor Desportivo

#### SL Benfica
Em 2017, então com 32 anos, assume a responsabilidade de gerir e reformular todo o departamento do futebol profissional do Sport Lisboa e Benfica. Vence uma Liga Portuguesa de Futebol Profissional (2018/2019), duas Supertaça Cândido de Oliveira (2017/2018 e 2018/2019) e uma International Champions Cup nos Estados Unidos (2019). É o responsável pela contratação de jogadores como Nicolás Otamendi ou Jan Vertonghen. As vendas recorde de João Félix do Sport Lisboa e Benfica para o Club Atlético de Madrid, ou de Rúben Dias para o Manchester City Football Club aconteceram durante a sua gestão.

#### AS Roma
No final de 2020 aceita o desafio de mudar-se para a Associazione Sportiva Roma, onde permanece até janeiro de 2023. Em três anos, chegou a duas finais europeias (venceu a Liga Conferência da UEFA, em 2021/2022) e três meias-finais consecutivas. Concretiza a contratação de José Mourinho para treinador e garante jogadores como Mile Svilar, Paulo Dybala ou Romelu Lukaku, entre outros.

#### AFC Bournemouth
No dia 24 de maio de 2024 foi oficialmente confirmado como President of Football Operations do Athletic Football Club Bournemouth. No mercado de verão de 2024 esteve envolvido nas contratações Francisco Evanilson de Lima Barbosa, Dean Huijsen, Kepa Arrizabalaga e Julián Araujo e na transferência de Dominic Solanke para o Tottenham Hotspur Football Club.